# アウローラ・フォン・ケーニヒスマルク
マリア・アウローラ・フォン・ケーニヒスマルク（Maria Aurora Gräfin von Königsmarck, 1662年4月28日 - 1726年2月16日）は、ドイツの貴族女性。ポーランドとザクセンの統治者アウグスト強王の妾となり、王の最も有名な庶子モーリス・ド・サックス元帥の母となった。後にクヴェードリンブルク修道院の補佐修道院長・司教座聖堂参事会会長。ヴォルテールは彼女を、ロシアのエカチェリーナ大帝と並んで「過去2世紀間で最も名高い女性」と評した。

## 生涯
ドイツ内のスウェーデン領ブレーメン＝フェルデン公領の副総督を務めるクルト・クリストフ・フォン・ケーニヒスマルク伯爵とその妻マリア・クリスティーナ・フォン・ヴランゲルの娘として生まれた。2人のスウェーデン陸軍元帥、ハンス・クリストフ・フォン・ケーニヒスマルクは父方祖父、カール・グスタフ・ヴランゲルは母方伯父、にそれぞれあたる。アガーテンブルク城で少女時代の大半を過ごす。15歳になると母に伴われスウェーデンとドイツ諸邦の宮廷を転々とする生活を送った。1691年母が死ぬと、ザクセン軍将軍に嫁いでいた妹アマーリエ・ヴィルヘルミーネ・フォン・レーヴェンハウプトの住むハンブルクの屋敷に身を寄せた。
1694年、ザクセン選帝侯のドレスデン宮廷に赴いている。その理由としては、ハノーファー選帝侯夫人ゾフィー・ドロテアとの醜聞事件を起こしたために、同年7月1日から行方不明となっていた弟フィリップ・クリストフ・フォン・ケーニヒスマルクの救出を要請するためだったとも、あるいは弟の死の確証を得て、弟の遺産を相続する手続きに入るためだったとも考えられる。若き選帝侯アウグストはアウローラより8歳年下で、しかも前年の1693年に結婚したばかりだったが、アウローラの美貌に心を奪われ、彼女を最初の公式な側妾とした。1696年10月17日、選帝侯の正妃クリスティアーネ・エーバーハルディーネが唯一の嫡出子を出産するが、その11日後の10月28日にアウローラはゴスラーで選帝侯との間の子モーリッツ（モーリス・ド・サックス）を出産した。出産から間もなく、アウグストのアウローラに対する関心は急速に薄れ、アウローラはクヴェードリンブルク女子修道院の幹部職員となるよう計らわれた。彼女は1698年同修道院の補佐修道院長に、1700年には司教座聖堂参事会会長の高位に就くが、実際には修道院での居住の実態はなく、ベルリン・ドレスデン・ハンブルクを行き来する生活を送っていた。
大北方戦争中の1702年、アウローラはアウグスト強王の意を受け、ポーランド＝ザクセン政府の外交特使としてスウェーデン王カール12世との交渉に赴いた。会見の場所はカール12世率いるスウェーデン軍の野営地のあるクールラント地方ヴュルツェンであった。アウローラに外交交渉を任せたアウグスト強王の選択は全くの誤りとしか言えず、彼女はスウェーデン王から何の譲歩も引き出せなかった。1706年、アウグスト強王がカール12世に完全な敗北を認めるアルトランシュテット条約が締結された後、アウローラはクヴェードリンブルク修道院に完全に引退し、1728年に死ぬまで同地で過ごした。1704年から1718年までの長い修道院長空位期間、修道院の事実上の最高責任者であった。
アウローラは多岐にわたる教育を受け、数多くの言語を理解し、その中の数か国語を流暢に操ることもできた。リュートとヴィオラ・ダ・ガンバの演奏に関しては玄人はだし（いわゆる「ヴィルトゥオーゾ」）の領域に達しており、オペラ台本・恋愛歌・カンタータなどの楽曲作品をも手掛けた。彼女の書いたオペラ台本『キュクロプスの3人の娘たち（Die drei Töchter Cecrops）』は、バロックオペラとして1679年アンスバッハで、1680年ハンブルクでそれぞれ上演された。ハンブルクで活動した同時代の作曲家ラインハルト・カイザーは、2つの楽曲をアウローラに献呈した。
19世紀スウェーデンの詩人カール・スノイルスキーは、アウローラの生涯を長大な叙事詩の中に描き、その詩は彼の詩集『スウェーデン人群像（Svenska bilder）』の中に収められた。

## 参考文献

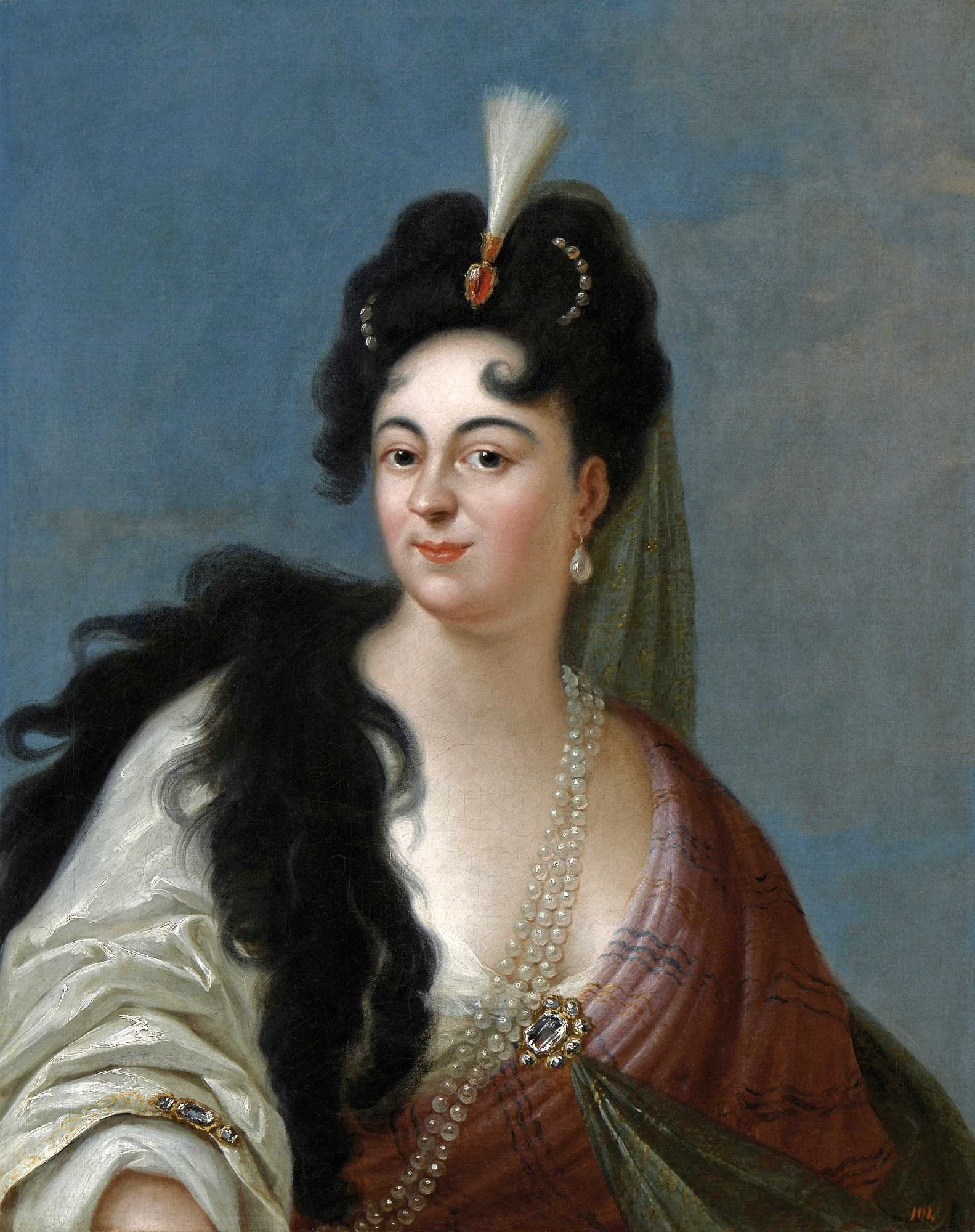
アウローラ・フォン・ケーニヒスマルク

## 引用
1. ↑  Hans Joachim Böttcher: Christiane Eberhardine. Prinzessin von Brandenburg-Bayreuth, Kurfürstin von Sachsen und Königin von Polen –Gemahlin Augusts des Starken. Dresdener Buchverlag, 2011, ISBN 978-3-941757-25-7,  S. 76 ff.
2. ↑  Hans Joachim Marx, Dorothea Schröder: Die Hamburger Gänsemarkt-Oper, Katalog der Textbücher Laaber:Laaber 1995, S. 132. Ausführliche Beschreibung und Abhandlung in: Werner Braun: Vom Remter zum Gänsemarkt. Aus der Frühgeschichte der alten Hamburger Oper (1677–1697), Saarbrücken 1987, ISBN 3-925036-17-2, ab S. 89.